# Papamosques cellablanc oriental
|  | Per a altres significats sobre l'altre ocell del gènere Fraseria, vegeu «Papamosques cellablanc africà». |

El papamosques cellablanc oriental (Ficedula hyperythra) és una espècie d'ocell de la família dels muscicàpids (Muscicapidae). És troba a les muntanyes de l'Himàlaia i del sud-est asiàtic. El seu hàbitat natural són els boscos tropicals i subtropicals de frondoses humits de les terres baixes i de l'estatge montà. El seu estat de conservació es considera de risc mínim.